# Aega whanui
Aega whanui är en kräftdjursart som beskrevs av Bruce 2009. Aega whanui ingår i släktet Aega och familjen Aegidae. Inga underarter finns listade i Catalogue of Life.